# Okręg Wersal
Okręg Wersal (fr. Arrondissement de Versailles) – okręg w północnej Francji. Populacja wynosi 347 tysięcy.

## Podział administracyjny
W skład okręgu wchodzą następujące kantony:
- Le Chesnay-Rocquencourt,
- Montigny-le-Bretonneux,
- Plaisir,
- Saint-Cyr-l'École,
- Trappes,
- Vélizy-Villacoublay,
- Wersal-Nord,
- Wersal-Nord-Ouest,
- Wersal-Sud,
- Viroflay.